# I Want Blood
| Оценки критиков  | Оценки критиков |
| Источник         | Оценка          |
| ---------------- | --------------- |
| AllMusic         | [ 1 ]           |
| Blabbermouth.net | 9/10            |
| Classic Rock     | [ 3 ]           |
| Kerrang!         | 4/5             |

I Want Blood — четвёртый сольный альбом гитариста и вокалиста Alice in Chains Джерри Кантрелла, выпущенный 18 октября 2024 года. Альбом содержит 9 песен, записанные с разными музыкантами, такими как Роберт Трухильо, Дафф Маккаган, Грег Пучиато и многими другими. После альбома Brighten (2021), исполненного в стиле кантри и южного рока, альбом I Want Blood рассматривается как возвращение к мрачному, находящемуся под влиянием металла и основанному на риффах звучанию, которым известны Кантрелл и Alice in Chains.

## Запись и производство
Кантрелл описал себя как человека, находящегося «на пике своих возможностей», когда он писал и записывал I Want Blood. Среди влияний на музыку в альбоме — Джефф Бек, The Cure, Pink Floyd и Робин Трауэр, а использование в альбоме двойных гитар во многом вдохновлено Aerosmith, Iron Maiden, Judas Priest, Metallica, Scorpions и Thin Lizzy. Среди гитар, использованных Кантреллом при записи — Gibson Les Paul Junior, которую ему дал за несколько лет до этого Билли Джо Армстронг из Green Day. Альбом был спродюсирован Джо Барреси, который работал с такими коллективами, как The Jesus Lizard, Melvins и Tool.

## Об альбоме
Kerrang! описали I Want Blood как «более гнетущий» альбом, чем его непосредственный предшественник Brighten (2021), а Guitar Player — как «чрезвычайно тяжелый, даже для Кантрелла». В то время как  Brighten стремился к более легкому звучанию с оттенками кантри и южного рока, Кантрелл вернулся к звучанию с влиянием металла, характеризующемуся тяжелыми риффами, как в его работе с Alice in Chains; в журнале Tuonela Magazine заявил, что более мрачное, тяжелое звучание «почти делает эту работу похожей на продолжение» второго студийного альбома Кантрелла Degradation Trip (2002).
Песня «Off The Rails» была описана Blabbermouth как отсылка к Alice in Chains 1990-х годов с вокалистом Лейном Стейли, а также, по словам Амита Шармы, является «дерзким поклоном» песне «Wasted Years» (1986) группы Iron Maiden. Журнал Kerrang! описал заглавный трек как «имеющий характерный для более прославленной музыки Queens Of The Stone Age галоп», веб-сайт KNAC — как «припев с криками в стиле Foo Fighters», а Classic Rock описал альбом как «с энергией панк-рока»; сам Кантрелл описал песню как «имеющую в себе атмосферу новой волны 80-х, особенно в припеве. Возможно, даже в духе Cure». «Echoes of Laughter» напоминает кантри-звучание Brighten; Эмма Джонстон описала трек как «вестерн с текстурой дёгтя, в котором болеешь за парня в чёрной шляпе». Заключительный трек «It Comes», который, по словам Blabbermouth, содержит «атмосферные пассажи» и «отдалённые инструментальные партии», сравнивают с Pink Floyd. 

## Продвижение и тур
31 июля 2024 года Кантрелл выпустил музыкальный клип для будущего альбома под названием «Vilified». 15 октября 2024 года Кантрелл объявил о турне по Северной Америке в 2025 году вместе с рок-группой Filter.

## Выпуск альбома
I Want Blood был выпущен в цифровом формате и на физических CD 18 октября 2024 года.

## Список композиций
Слова и музыка всех песен — Джерри Кантрелла.
| №                   | Название             | Длительность |
| ------------------- | -------------------- | ------------ |
| 1.                  | «Vilified»           | 4:32         |
| 2.                  | «Off the Rails»      | 5:26         |
| 3.                  | «Afterglow»          | 4:38         |
| 4.                  | «I Want Blood»       | 4:22         |
| 5.                  | «Echoes of Laughter» | 5:11         |
| 6.                  | «Throw Me a Line»    | 5:01         |
| 7.                  | «Let It Lie»         | 5:45         |
| 8.                  | «Held Your Tongue»   | 4:46         |
| 9.                  | «It Comes»           | 6:32         |
| Общая длительность: | Общая длительность:  | 46:06        |

## Персонал
Музыканты
- Джерри Кантрелл — вокал, гитара, бас-гитара
- Грег Пучиато[англ.] — бэк-вокал в «Echoes of Laughter»
- Дафф Маккаган — бас-гитара в «Afterglow», «I Want Blood» и «Echoes of Laughter»
- Гил Шарон[англ.] — ударные в песнях «Vilified», «Off the Rails», «Afterglow», «Echoes of Laughter», «Throw Me a Line», «Held Your Tongue» и «It Comes»; вступление, куплет и концовка в «Let It Lie»
- Майк Бордин — ударные в «I Want Blood» и припев в «Let It Lie»
- Роберт Трухильо — бас-гитара в «Vilified», «Off the Rails» и «It Comes»
- Винсент Джонс[англ.] — клавишные в песнях «Afterglow», «I Want Blood», «Echoes of Laughter» и «Held Your Tongue»
- Лола Колетт – бэк-вокал

Технический
- Джерри Кантрелл – продюсирование, сведение, инжиниринг
- Боб Людвиг – мастеринг
- Джун Муракава – дополнительный инжиниринг
- Боб Джексон – помощь в мастеринге
- Брайан Ли – помощь в мастеринге

Визуальные эффекты
- Райан Кларк – арт-дирекция, дизайн
- Даррен Крейг – фотография

## Позиции в чартах
| Чарты (2024)                                  | Наивысшая позиция |
| --------------------------------------------- | ----------------- |
| Великобритания (UK Albums Chart)              | 99                |
| Великобритания (UK Rock & Metal Albums Chart) | 3                 |
| США (Billboard 200)                           | 145               |
| Швейцария (Schweizer Hitparade)               | 40                |
| Шотландия (Scottish Albums Chart)             | 21                |